# Zespół Folklorystyczny „Ślązaczek”
Dziecięcy Zespół Folklorystyczny „Ślązaczek” – polski zespół taneczny, istniejący od 1990 roku, działający w Pałacu Młodzieży w Katowicach. Skupia w sobie dziewczęta i chłopców w dwóch grupach wiekowych – dziecięcej i młodzieżowej, uzdolnionych tanecznie w wieku od 5 do 25 lat. Zespół przedstawia i prezentuje ludowe tańce i przyśpiewki związane z kulturą i tradycją regionu w wersji stylizowanej, scenicznej.

## Geneza zespołu
W 1990 roku został założony zespół wokalno-instrumentalny o nazwie „Marakasy”, który stopniowo zmieniał swój repertuar i coraz częściej sięgał do polskiego folkloru. Od 1994 roku grupa koncertuje już jako zespół folklorystyczny, a jego związek z kulturą i tradycją regionu podkreśla nazwa „Ślązaczek”. Członkowie zespołu ściśle związani są z tym regionem, gdyż mieszkają w Katowicach, Rudzie Śląskiej, Mikołowie czy okolicznych miastach.

## Aktualny repertuar zespołu
Aktualny repertuar grupy tanecznej „Ślązaczka” obejmuje pieśni i tańce regionów Polski południowej i centralnej, ujęte w formę suit regionalnych, wykorzystujących naturalne rekwizyty, kostiumy i elementy obrzędów ludowych. W repertuarze zespołu znajdują się m.in.: suita rzeszowska, suita łowicka, wiązanka tańców i pieśni górali Beskidu Śląskiego i Cieszyńskiego, wiązanka tańców lubelskich i śląskich, tańce i zabawy lasowiackie, widowisko wokalno – taneczne „Na krakowskim rynku”, a także narodowe: Polonez, Mazur i Krakowiak.

## Struktura zespołu

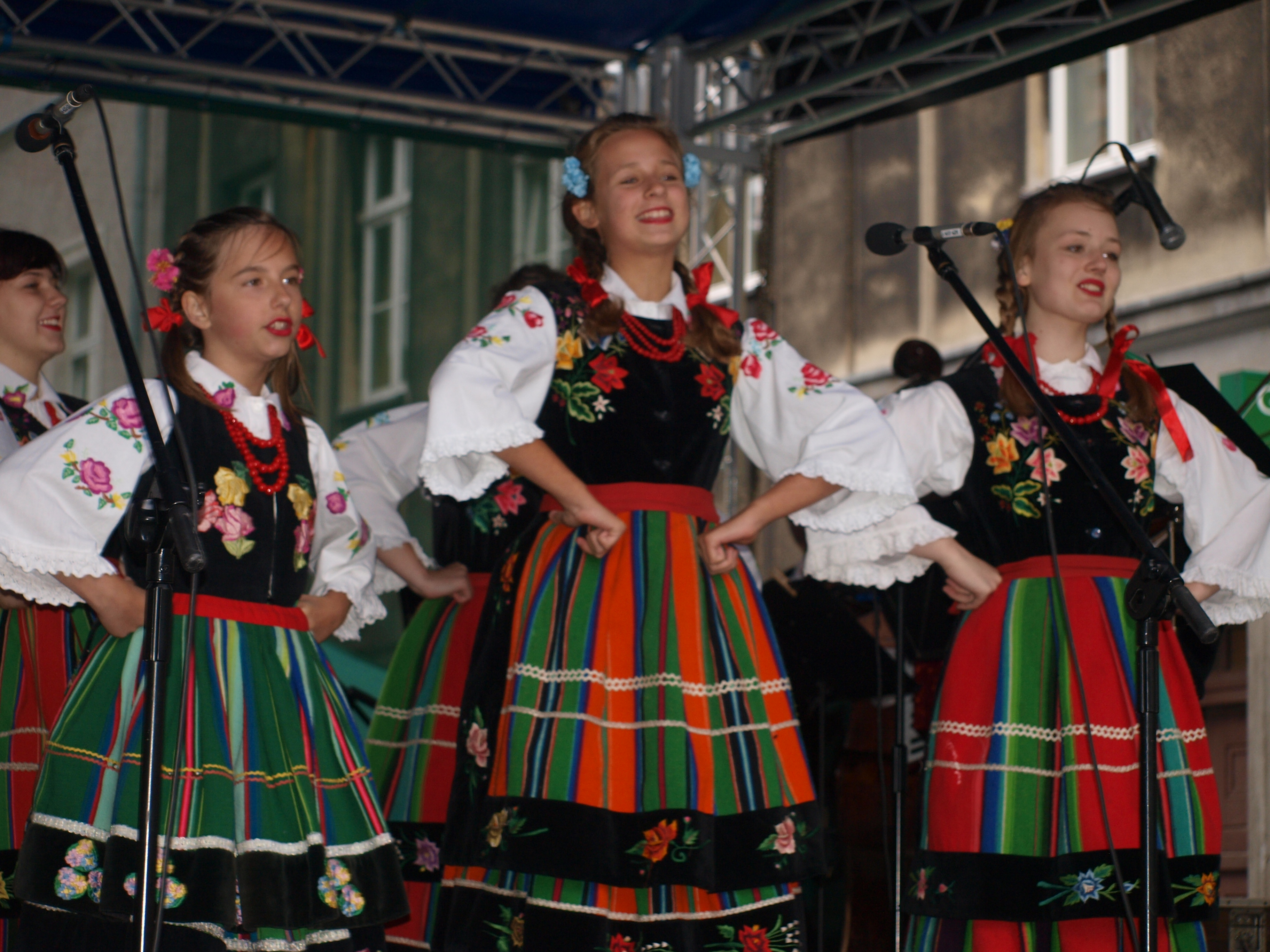

W roku 2015 skład zespołu stanowiły:
- grupa najmłodsza – 10 osób
- grupa młodsza – 15 osób
- grupa starsza – 22 osób
- grupa „oldboyów” – 10 osób
- kapela – 15 osób

Grupą wokalną opiekuje się nauczyciel muzyki Iwo Czajkowski, a taneczną – choreograf Agnieszka Klimas.

## Dyskografia
Z okazji 20-lecia działalności artystycznej zespołu 19 września 2015 roku odbył się koncert jubileuszowy. Dostępna jest płyta CD (kompaktowa), na której przedstawiane są tańce regionalne, historia zespołu oraz fotografie.

## Zaangażowanie zespołu
Droga koncertowa zespołu jest bardzo bogata. Grupa występuje na licznych imprezach kulturalnych organizowanych przez Pałac Młodzieży, Urząd Miasta, Estradę Śląska, czy Związek Chórów i Orkiestr, takich jak: „Europa Pokoju”, „Trojak Śląski”, „Międzynarodowe Spotkania z Folklorem”. Współpracuje z przedszkolami i szkołami w celu przybliżania kultury i tradycji Śląska i innych regionów Polski oraz zachęcania dzieci i młodzieży do spędzania takiej formy wolnego czasu.
Zespół bierze udział w organizowanych przez zarząd PCK koncertach charytatywnych na rzecz popularyzacji idei krwiodawstwa i pomocy dla niepełnosprawnych. Za te formy działalności grupa otrzymała wiele podziękowań i dyplomów uznania. Od 2010 roku Zespół jest współorganizatorem koncertów charytatywnych na rzecz chorych na stwardnienie rozsiane z ramienia polskiej sekcji CIOFF.
Od marca 2015 roku Zespół Folklorystyczny „Ślązaczek” jest organizatorem Ogólnopolskiego Festiwalu o Puchar Czarnych Diamentów.

## Ważniejsze nagrody i odznaczenia
Osiągnięcia grupy z ostatnich lat.
Polska

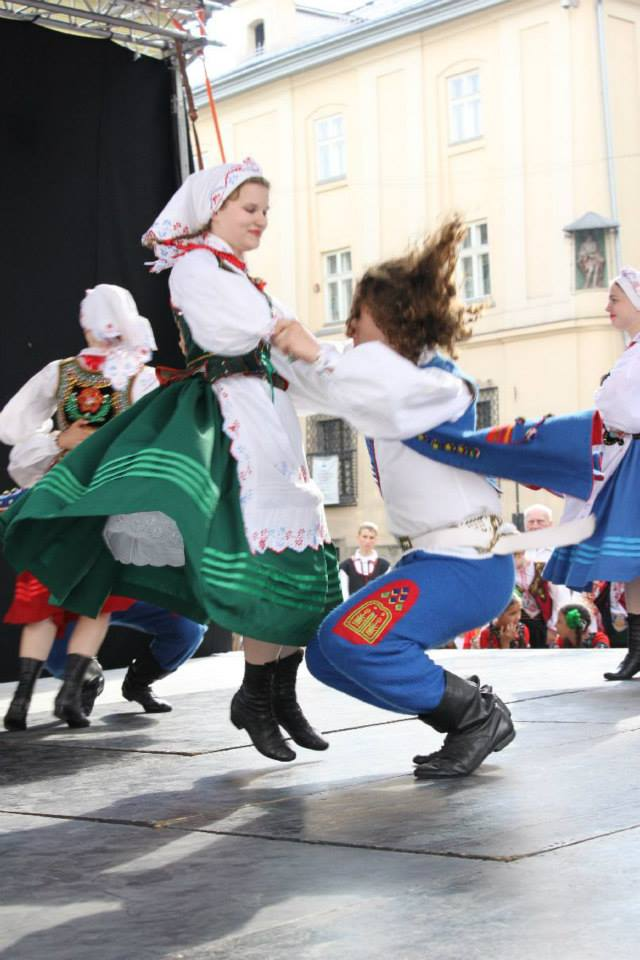

- II miejsce na III Ogólnopolskich Spotkaniach Tanecznych „Zatańcz z nami” w Częstochowie (2004);
- gratulacje na Międzynarodowym Festiwalu Szkół Prywatnych w Wiśle (2004);

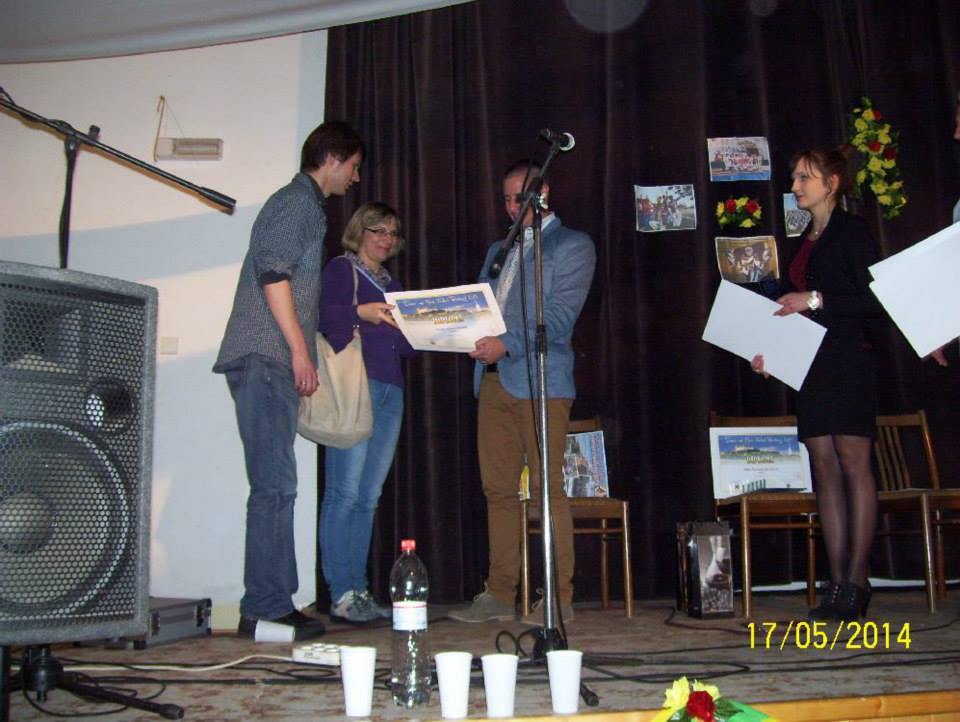
Nauczyciel muzyki Iwo Czajkowski oraz choreograf Agnieszka Klimas podczas gratulacji na międzynarodowym festiwalu „Pressburg” w Bratysławie

- udział w Międzynarodowym Festiwalu Zespołów Folklorystycznych „Krakowiak” w Krakowie (2005);
- tytuł Laureata na II Festiwalu Zespołów Tanecznych „O Laur Rzecha” w Rzeszowie (2005);
- I miejsce na Europejskim Festiwalu Małego Dominika w Gdańsku (2006);
- tytuł Laureata na III Festiwalu Zespołów Tanecznych „O Laur Rzecha” w Rzeszowie (2006);
- II miejsce na Festiwalu Zespołów Tanecznych „Pasikonik” w Mielcu (listopad 2008);
- wyróżnienie na Ogólnopolskim Przeglądzie Zespołów Tanecznych „Pasikonik” w Mielcu (listopad 2009);
- II miejsce na Ogólnopolskich Spotkaniach Tanecznych „Zatańcz z nami” w Częstochowie (czerwiec 2010);
- udział w Międzynarodowym Festiwalu Zespołów Folklorystycznych „Krakowiak” w Krakowie (czerwiec 2010);
- wyróżnienie na Ogólnopolskim Festiwalu Zespołów Tanecznych w Opatowie (wrzesień 2010);
- III miejsce na Ogólnopolskim Festiwalu Zespołow Tanecznych „Pasikonik” w Mielcu (listopad 2010);
- wyróżnienie na Ogólnopolskim Festiwalu Zespołow Tanecznych „Pasikonik” w Mielcu (listopad 2011).

Zagranica
- udział w Międzynarodowym Festiwalu Folklorystycznym „EUROGRADE” w Bułgarii jako jedyna grupa z Polski (sierpień 2007);
- udział w Międzynarodowym Festiwalu Folklorystycznym „Aksu – Giresun” w Turcji na zaproszenie Mera Miasta Giresun (maj 2008)
- udział w Międzynarodowym Festiwalu Folklorystycznym „Balkan Folk Fest” w Bułgarii (czerwiec 2009);
- tytuł II Laureata na Międzynarodowym Festiwalu Zespołów Tanecznych „Svatek Jara” w Czechach (marzec 2010);
- udział w Międzynarodowym Festiwalu Folklorystycznym „Aleksandr Makedonski” w Ochrydzie w Macedonii (lipiec 2011)
- udział w Międzynarodowym Festiwalu Zespołów Folklorystycznych „Mare Adriatico” w Lido di Jesolo we Włoszech (czerwiec 2012)
- udział w Międzynarodowym Festiwalu Muzyki i Tańca „Pressburg” w Bratysławie na Słowacji (maj 2014)
- udział w Międzynarodowym Festiwalu Folklorystycznym „Razigrano Oro” w Ochrydzie w Macedonii (sierpień 2015)
- udział w Międzynarodowych Festiwalach Folklorystycznych w Larisie i w Elsone w Grecji (sierpień 2015).